# Eressa politula
Eressa politula là một loài bướm đêm thuộc phân họ Arctiinae, họ Erebidae.